# Euskal Hirigune Elkargoa
Euskal Hirigune Elkargoa (EHE), (en francès: Communauté d'agglomération du Pays Basque, CAPB; en occità: Comunautat d'Aglomeracion deu Bascoat, CAB) és un conglomerat urbà que comprèn tot el País Basc del Nord o Iparralde. Aquest organisme té un caràcter administratiu, atorgant competències als municipis integrats en el conglomerat. Per a això, es va reflexionar sobre l'estructuració territorial de França i el recurs a les entitats ja existents en dret denominades col·lectivitats urbanes, d'aglomeració o populars.
Després de complir els dos requisits per a la constitució d'aquest organisme, es va crear, el gener de 2017, per ordre del prefecte del Govern francès. La seu es troba en Baiona i va comptar amb un pressupost de 100 milions d'euros per al primer any.
Des del 23 de gener de 2017 el President del l'Euskal Hirigune Elkargoa és Jean Rene Etxegarai.

## Història
Va ser creada l'1 de gener de 2017 amb la fusió de les deu mancomunitats següents:
- Comunitat d'aglomeració Euskal Kosta-Aturri
- Comunitat d'aglomeració Iparralde-Hegoaldea
- Comunitat de comús d'Amikuze
- Comunitat de comús d'Iholdi-Oztibarre
- Comunitat de comús de Garazi-Baigorri
- Comunitat de comunes de Zuberoa
- Comunitat de comús del país d'Hazparne
- Comunitat de comús del país de Bidaxune
- Comunitat de comús de la Niva
- Comunitat de comús de Niva-Ador

## Composició
La comunitat de comuns reagrupa 158 comunes:
1. Ahatsa-Altzieta-Bazkazane
2. Ahetze
3. Aiziritze-Gamue-Zohazti
4. Aintzila
5. Urdiñarbe
6. Ainhize-Monjolose
7. Ainhoa
8. Altzai-Altzabeheti-Zunharreta
9. Aldude
10. Aloze-Ziboze-Onizegaine
11. Amendüze-Unaso
12. Amorotze-Zokotze
13. Anglet
14. Anhauze
15. Ostankoa
16. Arberatze-Zilhekoa
17. Arbona
18. Arboti-Zohota
19. Arrangoitze
20. Ansa
21. Armendaritze
22. Arnegi
23. Arüe-Ithorrotze-Olhaibi
24. Ürrüstoi-Larrabile
25. Arrueta-Sarrikota
26. Azkaine
27. Azkarate
28. Altzürükü
29. Aiherra
30. Banka
31. Barkoxe
32. Bardoze
33. Basusarri
34. Baiona
35. Behauze
36. Behaskane-Laphizketa
37. Behorlegi
38. Burgue-Erreiti
39. Berrogaine-Larüntze
40. Bithiriña
41. Biàrritz
42. Bidaxune
43. Bidarrai
44. Bidarte
45. Biriatu
46. Lekuine
47. lo Bocau
48. Beskoitze
49. Bunuze
50. Duzunaritze-Sarasketa
51. Buztintze-Hiriberri
52. Kanbo
53. Akamarre
54. Gamere-Zihiga
55. Zaro
56. Sarrikotapea
57. Sohüta
58. Ziburu
59. Domintxaine-Berroeta
60. Ezpeleta
61. Ezpeize-Ündüreine
62. Ezterenzubi
63. Etxarri
64. Etxebarre
65. Gabadi
66. Gamarte
67. Garindaine
68. Garrüze
69. Gotaine-Irabarne
70. Getaria
71. Gixune
72. Haltsu
73. Hazparne
74. Hauze
75. Heleta
76. Hendaia
77. Hozta
78. Ibarrola
79. Idauze-Mendi
80. Iholdi
81. Ilharre
82. Irisarri
83. Irulegi
84. Izpura
85. Izturitze
86. Itsasu
87. Jatsu
88. Jatsu Garazi
89. Jutsi
90. la Bastida de Clarença
91. Labetze-Bizkai
92. Lakarra
93. Lakarri-Arhane-Sarrikotagaine
94. Liginaga-Astüe
95. Lehuntze
96. Landibarre
97. Larzabale-Arroze-Zibitze
98. Larraine
99. Larresoro
100. Larribarre-Sorhapürü
101. Lasa
102. Lekunberri
103. Ospitalepea
104. Lexantzü-Zunharre
105. Lishòs
106. Ligi-Atherei
107. Lohitzüne-Oihergi
108. Luhuso
109. Lüküze-Altzümarta
110. Makea
111. Martxueta
112. Maule-Lextarre
113. Mehaine
114. Lekuine
115. Mendikota
116. Mendibe
117. Mitikile-Larrori-Mendibile
118. Montori
119. Mugerre
120. Muskildi
121. Urdiñarbe
122. Oragarre
123. Ostankoa
124. Ozaze-Zühara
125. Ozaraine-Erribareita
126. Ortzaize
127. Izura-Azme
128. Pagola
129. Arrokiaga
130. Urdatx
131. Donoztiri
132. Baigorri
133. Sant Joan Lohitzune
134. Donazaharre
135. Sant Joan de Peu de Port
136. Donaixti-Ibarre
137. Donamartiri
138. Arrosa
139. Eiheralarre
140. Donapaleu
141. Senpere
142. Hiriburu
143. Samatze
144. Sara
145. Zalgize-Doneztebe
146. Zuraide
147. Suhuskune
148. Atharratze-Sorholüze
149. Iruri
150. Uharte Garazi
151. Uhartehiri
152. Urketa
153. Urepele
154. Urruña
155. Ahurti
156. Uztaritze
157. Milafranga
158. Bildoze-Onizepea